# Marco Thaler
Marco Thaler (* 28. Juni 1994) ist ein Schweizer Fussballspieler, der aktuell beim FC Aarau in der Challenge League unter Vertrag steht.

## Karriere

### Verein
Der Jugendverein von Marco Thaler ist der FC Wohlen. 2009 wechselte er ins Team Aargau, eine gemeinsame Nachwuchsorganisation der grossen Aargauer Fussballvereine. Seine ersten Erfahrungen im Männerfussball sammelte er beim FC Baden in der 1. Liga (vierthöchste Spielklasse des Schweizerischen Ligasystems). Auf die Saison 2014/15 hin wurde er ins Fanionteam des FC Aarau aufgenommen, der damals in der höchsten Schweizer Spielklasse (Super League) spielte. Er gab sein Debüt für den FC Aarau am 19. Juli 2014 bei einer 1:2-Niederlage gegen den FC Basel. Thaler konnte sich sogleich als Stammspieler etablieren und absolvierte in seiner ersten Spielzeit beim FC Aarau 25 Ligaspiele. Am Ende der Saison stieg der FC Aarau aus der Super League ab. Thaler hielt dem Verein in den kommenden Jahren die Treue und absolvierte bisher 128 Ligaspiele für den Verein. In seiner Zeit beim FC Aarau hatte Thaler immer wieder mit Verletzungen (zwei Kreuzbandrisse und zwei Mittelfussbrüche) zu kämpfen. Von Februar 2020 bis September 2021 absolvierte er wegen des Covid-19-bedingten Unterbruchs der Fussballmeisterschaften und seines Ende Mai 2020 im Training erlittenen zweiten Kreuzbandrisses kein einziges Spiel für den FC Aarau. Nichtsdestotrotz wurde er nach seiner Rückkehr erneut Stammspieler und bildete mit seinem Partner in der Innenverteidigung, Leon Bergsma, ein stabiles Duo. Aufgrund einer erneuten Knieverletzung musste Thaler in der Rückrunde der Saison 2021/22 erneut längere Zeit pausieren.

### Nationalmannschaft
Thaler absolvierte 2014 drei Spiele für die Schweizer U20-Nationalmannschaft.